# Chapelle-d'Angillon
Chapelle-d'Angillon é uma comuna francesa na região administrativa do Centro, no departamento Cher. Estende-se por uma área de 10,1 km². Em 2010 a comuna tinha 629 habitantes (densidade: 62,3 hab./km²).